# 파리 백작

파리 백작의 문장.

파리 백작(프랑스어: Comte de Paris)은 카롤링거 왕조 때 현재의 파리시와 파리 주교령을 관할하여 다스린 백작위이다. 백작위는 샤를마뉴가 창설하였으나 초대 파리 백작은 샤를 마르텔의 아들인 궁재 그리퐁이다. 파리는 프랑크 공국의 중심지가 되었고 노르만과 맞서싸워 파리를 방어했던 로베르 르 포르 이후로부터 로베르 가문의 상속 영지가 된다.
987년에 위그 카페가 프랑스 국왕으로 즉위한 이후 파리 백작위는 프랑스 국왕위로 합쳐져 사용되지 않게 되었다.

## 메로뱅지엥 가문
- 그리포(751년 - 753년), 카롤랭지엥 가문 출신

## 대 벨프 가문
- 콘라트 1세 (858년 - 859년)
- 콘라트 (902년 - 906년)

## 로베르티엥 가문
- 외드( ~ 888년)
- 로베르 1세

## 대 벨프 가문
- 콘라트 (902년 - 906년)

## 카페티엥 가문
- 위그 르 그랑(923년 - 956년)
- 위그 카페(956년 - 996년)

## 오를레앙 가문
프랑스의 왕 루이 필립은 1838년 8월 24일 손자 필리프 도를레앙에게 파리백작직을 수여했다. 이후 필리프 도를레앙의 후손들은 왕정 몰락 이후에도 파리백작직함을 지칭하고 있다.
| 이름                                                                  | 즉위년도        | 가문       | 비고 |
| --------------------------------------------------------------------- | --------------- | ---------- | --- |
| 필리프 도를레앙 Philippe d'Orléans (1838년 8월 24일 - 1894년 9월 8일) | 1838년 - 1894년 | 오를레앙가 | 페르디낭-필리프 도를레앙 (1842년 사망)의 아들, 루이 필리프 1세의 손자. 루이 필리프 1세는 필리프 도를레앙이 태어났을 때 그에게 파리 백작 작위 부여 |
| 앙리 도를레앙 Henri d'Orléans (1908년 7월 5일 - 1999년 6월 19일)      | 1929년 - 1999년 | 오를레앙가 | 명목상의 작위. 필리프 도를레앙의 동생 샤르트르 공작 로베르의 아들 기즈 공작 장 도를레앙 (1940년 사망)의 아들이자, 필리프 도를레앙의 외손자.       |
| 앙리 도를레앙 Henri d'Orléans (1933년 7월 14일 - )                    | 1999년 -        | 오를레앙가 | 명목상의 작위. 프랑스 공작위 역시 보유. 앙리 도를레앙의 아들.                                                                                     |

## 같이 보기
- 페핀 가
- 파리의 역사
- 파리 자작
- 프랑스의 백작 목록